# Константин Михайлович (князь тверской)
Константин Михайлович (1306—1345) — удельный князь клинский, князь тверской (1327—1338, 1339—1345), третий сын великого князя владимирского и тверского Михаила Ярославича. Родоначальник ветви клинских князей, впоследствии названных Дорогобужcкими.

## Молодые годы
Константин впервые упоминается в летописях в 1318 году в качестве заложника в Орде за своего отца. Упоминается, что в это время ему 12 лет. Рассерженный на его отца Михаила хан Узбек приказал схватить Константина и уморить его голодом. Однако приближённые посоветовали хану отпустить мальчика, сказав, что если он его убьёт, то Михаил никогда не явится в Орду. Узбек приказал выпустить Константина.
Мальчик Константин находился в Орде, когда там был убит его отец. Перед смертью Михаил сообщил сыну свою последнюю волю и отослал его к жене Узбека, ханше Баялун. Она хорошо приняла мальчика, утешала его и заступилась за бояр Михаила, которые искали её покровительства.
Назначенный новым великим князем Владимирским Юрий Данилович Московский сделал Константина и бояр его отца своими пленниками и увёз их во Владимир. Выкупленный за 18 тысяч рублей братом Дмитрием Грозные Очи, он женился в 1320 году на дочери Юрия Софье.

## Первое княжение в Твери (1327—1338)
В 1327 г. в Твери произошло восстание горожан, убивших множество татар вместе с баскаком Чолханом, и тверские князья, чтобы избежать мести Узбек-хана, отправились по Новгородским и Псковским землям. Константин Михайлович оказался с младшим братом Василием в Ладоге.
В следующем году Константин вернулся и вместе с московским князем Иваном Калитой отправился в Орду. Великий князь тверской Александр Михайлович, убивший ханского родственника, не мог возвратиться домой, и Константин Михайлович получил в 1327 году в Орде ярлык на тверской стол. Узбек поручил всем, в том числе и ему, найти для него сбежавшего Александра. Константин выступал в роли вассала Москвы, следуя за московским князем Иваном I Калитой и в Орду, и на Новгород, и на брата Александра. 
Когда в 1329 году князь Иван Калита выступил с войском против Пскова, где находился Александр, и прибыл в Новгород, то среди сопровождавших его князей были и Константин с Василием.
Не думая о борьбе с Москвой, Константин Михайлович восстанавливал силы разоренного оккупантами княжества, приводил в порядок внутренние дела, укреплял свою вотчину.

## Второе княжение в Твери (1339—1345)
Константин уступил первенство брату Александру, когда хан вернул ему в 1338 году тверской стол.
Вскоре, однако, после наговоров Ивана Калиты Узбек вновь прогневался на Александра и в 1339 году вызвал к себе в ставку. Летопись сообщает, что Константин в это время лежал тяжело больной, и Александр очень жалел, что не мог дождаться его выздоровления.
Александр был казнён вместе с сыном Фёдором в Орде, и Константин Михайлович снова занял Тверь, оставшись под влиянием Калиты, который даже приказал ему снять и привезти в Москву колокол с главной тверской Спасо-Преображенской церкви — символ свободы и независимости Твери. В таких же отношениях Константин Михайлович остался и с великим князем владимирским и московским Симеоном Ивановичем Гордым.

В 1345 Константин Михайлович стал ссориться со вдовой Александра Анастасией и его сыном Всеволодом, удельным князем холмским, и принялся теснить Холмскую волость, силой захватывая бояр и княжеских слуг. Всеволод не смог сносить этих притеснений и ушел в Москву к Семену Гордому. В том же году Константин и Всеволод поехали в Орду. Там в 1346 году Константин умер, возможно, был отравлен. Тверской стол занял Всеволод в обход своего дяди Василия.

## Браки и дети
- Константин первый раз (с 1320) был женат на дочери Юрия Даниловича Московского Софье.
- Второй брак был с Евдокией.

Константин стал основателем династии Дорогобужских князей (названных так лишь впоследствии). У него было два сына: Симеон и Еремей.